# Кайруис
Кайруѝс (на уелски: Caerwys, произношение в Англия по-близко до Каруѝс) е град в Северен Уелс, графство Флинтшър. Разположен е на около 25 km западно от английския град Честър. Населението му е 2496 жители според данни от преброяването през 2001 г.

## Личности
Родени
- Мъвануи Талог (1945-1995), уелска актриса и киноактриса